# Coupe Spengler 2022
 (décembre 2023).
Les normes d'accessibilité du Web doivent être respectées sur les articles liés au hockey sur glace.
Les articles possédant ce bandeau sont listés dans la catégorie:Article hockey sur glace non accessible.
Les points d'amélioration suivants sont les cas les plus fréquents :
- Tableaux de données : utiliser les modèles préformatés déjà disponibles ou consulter l'aide ;
- Listes à puces : les listes à puces sont créées grâces aux astérisques. Il ne doit pas y avoir de ligne vide entre deux astérisques ;
- Langue : tout changement de langue doit être signalé grâce au modèle {{langue}} ou au paramètrelangue=quand le modèle {{Lien web}} est utilisé dans les références ;
- Alternative textuelle : toute image doit être accompagnée d'une description sommaire (à ne pas confondre avec la légende).

Voir aussi Wikipédia:Atelier accessibilité/Bonnes pratiques.
Nota : ce bandeau ne concerne pas les problèmes d'accessibilité dus aux modèles utilisés.
Navigation
Édition précédente Édition suivante
La Coupe Spengler 2022 est la 94e édition de la Coupe Spengler, la première après deux annulations en raison de la pandémie de Covid-19. Elle se déroule du 26 au 31 décembre 2022 à Davos, en Suisse.

## Modus
Les six équipes participantes sont d'abord réparties en deux poules de trois, le groupe Torriani et le groupe Cattini. Chacune des équipes rencontre ses deux autres adversaires. La première équipe de chaque groupe est directement qualifiée pour les demi-finales. Les quatre autres équipes disputent des quarts de finale, durant lesquelles le deuxième du groupe Cattini rencontre le troisième du groupe Torriani, et inversement. Le vainqueur de chacun de ces quarts de finale est qualifié pour les demi-finales. Les deux équipes victorieuses s'affrontent en finale, le 31 décembre à midi.

## Participants
- HC Ambrì-Piotta (NL)

| No    | Nom                | Nat. | Position  | Arrivée |
| ----- | ------------------ | ---- | --------- | ------- |
| +001, | Benjamin Conz      |      | Gardien   |         |
| +030, | Janne Juvonen      |      | Gardien   |         |
| +005, | Tobias Fohrler     |      | Défenseur |         |
| +007, | Isacco Dotti       |      | Défenseur |         |
| +010, | Juuso Hietanen     |      | Défenseur |         |
| +027, | Zaccheo Dotti      |      | Défenseur |         |
| +028, | Vili Saarijrvi     |      | Défenseur |         |
| +055, | Kilian Zuendel     |      | Défenseur |         |
| +071, | Jesse Virtanen     |      | Défenseur |         |
| +072, | Tim Heed           |      | Défenseur |         |
| +077, | Yanik Burren       |      | Défenseur |         |
| +090, | Jannik Fischer     |      | Défenseur |         |
| +010, | Alex Formenton     |      | Attaquant |         |
| +011, | Johnny Kneubuehler |      | Attaquant |         |
| +012, | Daniele Grassi – C |      | Attaquant |         |
| +014, | Filip Chlapik      |      | Attaquant |         |
| +016, | Dominic Zwerger    |      | Attaquant |         |
| +018, | Noele Trisconi     |      | Attaquant |         |
| +021, | Brandon McMillan   |      | Attaquant |         |
| +025, | Nando Eggenberger  |      | Attaquant |         |
| +033, | Valentin Hofer     |      | Attaquant |         |
| +043, | Michael Špaček     |      | Attaquant |         |
| +044, | André Heim – A     |      | Attaquant |         |
| +084, | Josh Jooris        |      | Attaquant |         |
| +087, | Dario Bürgler – A  |      | Attaquant |         |
| +088, | Inti Pestoni – A   |      | Attaquant |         |

- HC Davos (NL)

| No    | Nom                    | Nat. | Position  | Arrivée |
| ----- | ---------------------- | ---- | --------- | ------- |
| +029, | Sandro Aeschlimann     |      | Gardien   |         |
| +091, | Gilles Senn            |      | Gardien   |         |
| +006, | Klas Dahlbäck          |      | Défenseur |         |
| +020, | Michael Fora           |      | Défenseur |         |
| +027, | Magnus Nygren – A      |      | Défenseur |         |
| +046, | Dominik Egli           |      | Défenseur |         |
| +057, | Davyd Barandun         |      | Défenseur |         |
| +071, | Claude-Curdin Paschoud |      | Défenseur |         |
| +088, | Tim Minder             |      | Défenseur |         |
| +090, | Sven Jung              |      | Défenseur |         |
| +095, | Thomas Wellinger – A   |      | Défenseur |         |
| +010, | Andres Ambühl – C      |      | Attaquant |         |
| +019, | Andrew Rowe            |      | Attaquant |         |
| +025, | Aleksi Saarela         |      | Attaquant |         |
| +036, | Simon Knak             |      | Attaquant |         |
| +037, | Julian Schmutz         |      | Attaquant |         |
| +040, | Dennis Rasmussen       |      | Attaquant |         |
| +042, | Joakim Nordström       |      | Attaquant |         |
| +044, | Matěj Stránský         |      | Attaquant |         |
| +065, | Marc Wieser            |      | Attaquant |         |
| +066, | Valentin Nussbaumer    |      | Attaquant |         |
| +067, | Leon Bristedt          |      | Attaquant |         |
| +068, | Marc Michaelis         |      | Attaquant |         |
| +070, | Enzo Corvi             |      | Attaquant |         |
| +081, | Raphael Prassl         |      | Attaquant |         |
| +096, | Chris Egli             |      | Attaquant |         |

- IFK Helsinki (Liiga)

| No    | Nom                   | Nat. | Position  | Arrivée |
| ----- | --------------------- | ---- | --------- | ------- |
| +030, | Roope Taponen         |      | Gardien   |         |
| +053, | Niilo Halonen         |      | Gardien   |         |
| +042, | Eddie Larsson         |      | Défenseur |         |
| +049, | Christian Kåsastul    |      | Défenseur |         |
| +052, | Otso Rantakari        |      | Défenseur |         |
| +057, | Johan Motin           |      | Défenseur |         |
| +062, | Victor Berglund       |      | Défenseur |         |
| +073, | Joona Lehmus          |      | Défenseur |         |
| +082, | Mico Luoto            |      | Défenseur |         |
| +083, | Einari Luhanka        |      | Défenseur |         |
| +010, | Kristian Vesalainen   |      | Attaquant |         |
| +013, | Otto Paajanen – A     |      | Attaquant |         |
| +018, | Teemu Tallberg – C    |      | Attaquant |         |
| +025, | Kasper Halttunen      |      | Attaquant |         |
| +029, | Tuomas Uronen         |      | Attaquant |         |
| +031, | Eetu Koivistoinen – A |      | Attaquant |         |
| +033, | Roni Hirvonen         |      | Attaquant |         |
| +044, | Miro Väänänen         |      | Attaquant |         |
| +045, | Micke Max Åsten       |      | Attaquant |         |
| +051, | Juha Jääskä           |      | Attaquant |         |
| +071, | Leevi Teissala        |      | Attaquant |         |
| +074, | Julius Nättinen       |      | Attaquant |         |
| +078, | Jesse Seppälä         |      | Attaquant |         |
| +079, | Olli Palola           |      | Attaquant |         |
| +081, | Iiro Pakarinen – A    |      | Attaquant |         |

- Örebro HK (SHL)

| No    | Nom                   | Nat. | Position  | Arrivée |
| ----- | --------------------- | ---- | --------- | ------- |
| +001, | Jhonas Enroth         |      | Gardien   |         |
| +031, | Jonas Arntzen         |      | Gardien   |         |
| +002, | Rasmus Rissanen       |      | Défenseur |         |
| +005, | Gustav Backström – A  |      | Défenseur |         |
| +006, | Filip Berglund        |      | Défenseur |         |
| +007, | Marcus Hardegård      |      | Défenseur |         |
| +009, | Niklas Nilsson        |      | Défenseur |         |
| +025, | Philip Holm           |      | Défenseur |         |
| +027, | Simon Forsmark        |      | Défenseur |         |
| +051, | Kristian Näkyvä       |      | Défenseur |         |
| +004, | Gustav Karlsson       |      | Attaquant |         |
| +008, | Quinton Howden        |      | Attaquant |         |
| +010, | Rihards Marenis       |      | Attaquant |         |
| +012, | Radek Mužík           |      | Attaquant |         |
| +017, | William Wikman        |      | Attaquant |         |
| +018, | Rodrigo Abols – C     |      | Attaquant |         |
| +021, | Linus Öberg           |      | Attaquant |         |
| +024, | Jani Lajunen – A      |      | Attaquant |         |
| +033, | Christopher Mastomäki |      | Attaquant |         |
| +036, | Emil Larsson          |      | Attaquant |         |
| +040, | Elias Ekström         |      | Attaquant |         |
| +062, | Robert Leino          |      | Attaquant |         |
| +073, | Oliver Eklind         |      | Attaquant |         |
| +086, | Mathias Bromé – A     |      | Attaquant |         |

- HC Sparta Prague (Extraliga)

| No    | Nom              | Nat. | Position  | Arrivée |
| ----- | ---------------- | ---- | --------- | ------- |
| +032, | Josef Kořenář    |      | Gardien   |         |
| +035, | Petr Přikryl     |      | Gardien   |         |
| +043, | Jakub Kovář      |      | Gardien   |         |
| +005, | Michael Krutil   |      | Défenseur |         |
| +006, | Michal Kempný    |      | Défenseur |         |
| +007, | Ondřej Mikliš    |      | Défenseur |         |
| +016, | Adam Polášek – A |      | Défenseur |         |
| +018, | Martin Böhm      |      | Défenseur |         |
| +024, | Tomáš Tomek      |      | Défenseur |         |
| +063, | Martin Jandus    |      | Défenseur |         |
| +073, | Michal Moravčík  |      | Défenseur |         |
| +011, | David Dvořáček   |      | Attaquant |         |
| +012, | Gustaf Thorell   |      | Attaquant |         |
| +026, | Michal Řepík – C |      | Attaquant |         |
| +027, | Ostap Safin      |      | Attaquant |         |
| +037, | Michal Vitouch   |      | Attaquant |         |
| +042, | David Vitouch    |      | Attaquant |         |
| +047, | Jan Buchtele     |      | Attaquant |         |
| +049, | Dominik Simon    |      | Attaquant |         |
| +051, | Roman Horák      |      | Attaquant |         |
| +071, | Vladimír Sobotka |      | Attaquant |         |
| +074, | Daniel Přibyl    |      | Attaquant |         |
| +086, | Erik Thorell     |      | Attaquant |         |
| +088, | Miroslav Forman  |      | Attaquant |         |
| +089, | Jakub Konečný    |      | Attaquant |         |
| +096, | David Tomášek    |      | Attaquant |         |

- Équipe du Canada

| No    | Nom                         | Nat. | Position  | Arrivée |
| ----- | --------------------------- | ---- | --------- | ------- |
| +034, | Michael Hutchinson          |      | Gardien   |         |
| +035, | Connor Hughes               |      | Gardien   |         |
| +040, | Michael DiPietro            |      | Gardien   |         |
| +002, | Thomas Grégoire             |      | Défenseur |         |
| +003, | Joshua Brook                |      | Défenseur |         |
| +006, | Jérôme Leduc                |      | Défenseur |         |
| +012, | Tobie Bisson                |      | Défenseur |         |
| +013, | Nicolas Beaudin             |      | Défenseur |         |
| +044, | Kevin Connauton – A         |      | Défenseur |         |
| +048, | Wyatt Kalynuk               |      | Défenseur |         |
| +007, | Daniel Carr                 |      | Attaquant |         |
| +008, | Philip-Michaël Pinard-Devos |      | Attaquant |         |
| +009, | Cody Eakin                  |      | Attaquant |         |
| +010, | Jonathan Ang                |      | Attaquant |         |
| +016, | Riley Nash – A              |      | Attaquant |         |
| +020, | Kris Bennett                |      | Attaquant |         |
| +022, | Alan Quine                  |      | Attaquant |         |
| +025, | Cory Emmerton               |      | Attaquant |         |
| +026, | Daniel Winnik – A           |      | Attaquant |         |
| +042, | Brendan Perlini             |      | Attaquant |         |
| +051, | David Desharnais – C        |      | Attaquant |         |
| +063, | Tyler Ennis                 |      | Attaquant | {{{6}}} |
| +077, | Colton Sceviour             |      | Attaquant |         |
| +088, | Chris DiDomenico – A        |      | Attaquant |         |
| +092, | Brett Connolly              |      | Attaquant |         |

## Résultats

### Phase de groupes

#### Groupe Torriani
| Clt   | Équipe          | PJ | V | VP | VF | D | DP | DF | BP | BC | Pts |
| ----- | --------------- | -- | - | -- | -- | - | -- | -- | -- | -- | --- |
| +001, | HC Ambrì-Piotta | 2  | 2 | 0  | 0  | 0 | 0  | 0  | 12 | 5  | 6   |
| +002, | Örebro HK       | 2  | 1 | 0  | 0  | 1 | 0  | 0  | 7  | 7  | 3   |
| +003, | HIFK            | 2  | 0 | 0  | 0  | 2 | 0  | 0  | 5  | 12 | 0   |

- qualifié directement pour les demi-finales
- qualifié pour les quarts de finale

| 26 décembre | HC Ambrì-Piotta | 5-2 (1-0, 2-1, 2-1) | Örebro HK | Eisstadion Davos 6 267 spectateurs |

| Feuille de match | Feuille de match | Feuille de match            | Feuille de match                                                            | Feuille de match                                                  |
| ---------------- | --- | --------------------------- | --------------------------------------------------------------------------- | ----------------------------------------------------------------- |
|                  | Formenton — 12 min 20 s Jooris (Pestoni, Zwerger) — 33 min 42 s McMillan (Formenton) — 34 min 10 s Bürgler (Heim, Kneubuehler) — 45 min 8 s Virtanen (Špaček) — 57 min 23 s | 1-0 1-1 2-1 3-1 3-2 4-2 5-2 | Mastomäki (Eklind, Ekström) — 22 min 7 s Öberg (Holm, Enroth) — 42 min 10 s | Arbitrage : Cedric Borga Mikael Nord Eric Cattaneo Anders Nyqvist |
| Janne Juvonen    | Gardiens | Jhonas Enroth               |                                                                             | Arbitrage : Cedric Borga Mikael Nord Eric Cattaneo Anders Nyqvist |
| 6 min            | Pénalités | 6 min                       |                                                                             | Arbitrage : Cedric Borga Mikael Nord Eric Cattaneo Anders Nyqvist |
| 26               | Tirs | 33                          |                                                                             | Arbitrage : Cedric Borga Mikael Nord Eric Cattaneo Anders Nyqvist |

| 27 décembre | HIFK | 2-5 (2-2, 0-2, 0-1) | Örebro HK | Eisstadion Davos 5 634 spectateurs |

| Feuille de match | Feuille de match                                                                    | Feuille de match            | Feuille de match | Feuille de match                                                   |
| ---------------- | ----------------------------------------------------------------------------------- | --------------------------- | --- | ------------------------------------------------------------------ |
|                  | Asten (Luhanka, Larsson) — 13 min 25 s Halttunen (Jääskä, Vesalainen) — 15 min 40 s | 0-1 0-2 1-2 2-2 2-3 2-4 2-5 | Ekström (Näkyvä, Leino) — 5 min 47 s Berglund (Ekström, Leino) — 11 min 10 s Eklind (Ābols, Ekström) — 32 min Ābols (Eklind, Berglund) — 38 min 48 s Wikman (Hardegard, Rissanen) — 58 min 27 s | Arbitrage : Cedric Borga Mikael Nord Anders Nyqvist Hannu Sormunen |
| Niilo Halonen    | Gardiens                                                                            | Jonas Arntzen               | | Arbitrage : Cedric Borga Mikael Nord Anders Nyqvist Hannu Sormunen |
| 8 min            | Pénalités                                                                           | 10 min                      | | Arbitrage : Cedric Borga Mikael Nord Anders Nyqvist Hannu Sormunen |
| 39               | Tirs                                                                                | 26                          | | Arbitrage : Cedric Borga Mikael Nord Anders Nyqvist Hannu Sormunen |

| 28 décembre | HC Ambrì-Piotta | 7-3 (2-0, 2-2, 3-1) | HIFK | Eisstadion Davos 6 267 spectateurs |

| Feuille de match | Feuille de match | Feuille de match                        | Feuille de match                                                                                              | Feuille de match                                                      |
| ---------------- | --- | --------------------------------------- | --- | --------------------------------------------------------------------- |
|                  | Pestoni — 5 min 20 s McMillan (Grassi, Fohrler) — 10 min 31 s Chlapik (Zuendel, Špaček) — 22 min 3 s Kneubuehler (Špaček, Dotti) — 32 min 16 s Špaček (Chlapik, Virtanen) — 42 min Heim (Bürgler, Pestoni) — 53 min 44 s Kneubuehler (Formenton, Zwerger) — 56 min 59 s | 1-0 2-0 3-0 3-1 3-2 4-2 5-2 5-3 6-3 7-3 | Motin — 22 min 46 s Rantakari (Vesalainen, Paajanen) — 29 min 7 s Nättinen (Pakarinen, Kasastul) — 43 min 4 s | Arbitrage : Mikko Kaukokari Marc Wiegand Eric Cattaneo Hannu Sormunen |
| Benjamin Conz    | Gardiens | Niilo Halonen Roope Taponen             | | Arbitrage : Mikko Kaukokari Marc Wiegand Eric Cattaneo Hannu Sormunen |
| 10 min           | Pénalités | 10 min                                  | | Arbitrage : Mikko Kaukokari Marc Wiegand Eric Cattaneo Hannu Sormunen |
| 26               | Tirs | 29                                      | | Arbitrage : Mikko Kaukokari Marc Wiegand Eric Cattaneo Hannu Sormunen |

#### Groupe Cattini
| Clt   | Équipe           | PJ | V | VP | VF | D | DP | DF | BP | BC | Pts |
| ----- | ---------------- | -- | - | -- | -- | - | -- | -- | -- | -- | --- |
| +001, | HC Sparta Prague | 3  | 2 | 0  | 0  | 0 | 0  | 0  | 12 | 4  | 6   |
| +002, | HC Davos         | 3  | 1 | 0  | 0  | 1 | 0  | 0  | 4  | 10 | 3   |
| +003, | Équipe du Canada | 2  | 0 | 0  | 0  | 2 | 0  | 0  | 3  | 5  | 0   |

- qualifié directement pour les demi-finales
- qualifié pour les quarts de finale

| 26 décembre | HC Sparta Prague | 3-2 (2-0, 1-2, 0-0) | Équipe du Canada | Eisstadion Davos 5 859 spectateurs |

| Feuille de match | Feuille de match                                                                                              | Feuille de match    | Feuille de match                                                                 | Feuille de match                                                          |
| ---------------- | --- | ------------------- | -------------------------------------------------------------------------------- | ------------------------------------------------------------------------- |
|                  | Řepík (Mikliš) — 18 min 11 s Přibyl (M. Vitouch, Moravčík) — 18 min 41 s Řepík (Přibyl, Jandus) — 27 min 20 s | 1-0 2-0 3-0 3-1 3-2 | Connolly (Grégoire, Eakin) — 28 min 40 s Connolly (Carr, Grégoire) — 34 min 53 s | Arbitrage : Mark Lemelin Miroslav Stolc Dominik Altmann Zachary Steenstra |
| Josef Kořenář    | Gardiens | Michael Hutchinson  |                                                                                  | Arbitrage : Mark Lemelin Miroslav Stolc Dominik Altmann Zachary Steenstra |
| 6 min            | Pénalités | 12 min              |                                                                                  | Arbitrage : Mark Lemelin Miroslav Stolc Dominik Altmann Zachary Steenstra |
| 19               | Tirs | 30                  |                                                                                  | Arbitrage : Mark Lemelin Miroslav Stolc Dominik Altmann Zachary Steenstra |

| 27 décembre | HC Davos | 2-1 | Équipe du Canada | Eisstadion Davos 6 267 spectateurs |

| Feuille de match   | Feuille de match                                      | Feuille de match | Feuille de match                           | Feuille de match                                                           |
| ------------------ | ----------------------------------------------------- | ---------------- | ------------------------------------------ | -------------------------------------------------------------------------- |
|                    | Rowe (Corvi) — 31 s Bristedt (Rasmussen) — 1 min 55 s | 1-0 2-0 2-1      | Connolly (Kalynuk, Grégoire) — 37 min 16 s | Arbitrage : Mikko Kaukokari Marc Wiegand David Obwegeser Zachary Steenstra |
| Sandro Aeschlimann | Gardiens                                              | Connor Hughes    |                                            | Arbitrage : Mikko Kaukokari Marc Wiegand David Obwegeser Zachary Steenstra |
| 4 min              | Pénalités                                             | 8 min            |                                            | Arbitrage : Mikko Kaukokari Marc Wiegand David Obwegeser Zachary Steenstra |
| 24                 | Tirs                                                  | 29               |                                            | Arbitrage : Mikko Kaukokari Marc Wiegand David Obwegeser Zachary Steenstra |

| 28 décembre | HC Sparta Prague | 9-2 | HC Davos | Eisstadion Davos 6 267 spectateurs |

| Feuille de match | Feuille de match | Feuille de match                            | Feuille de match                                                    | Feuille de match                                                        |
| ---------------- | --- | ------------------------------------------- | ------------------------------------------------------------------- | ----------------------------------------------------------------------- |
|                  | Kempný (E. Thorell) — 1 min 23 s Safin (Moravčík, D. Vitouch) — 10 min 55 s Kempný (Sobotka, Horák) — 21 min 44 s Buchtele (D. Vitouch, Kempný) — 25 min 23 s Horák (Tomášek, E. Thorell) — 32 min 11 s D. Vitouch (Jandus, Buchtele) — 32 min 54 s Řepík (Tomášek, Kempný) — 44 min 40 s Dvořáček (Konečný, G. Thorell) — 46 min 39 s Horák (Přibyl, G. Thorell) — 54 min 37 s | 1-0 2-0 2-1 3-1 4-1 5-1 6-1 7-1 8-1 9-1 9-2 | Stránský (Fora, Corvi) — 19 min 53 s Ambühl (Saarela) — 59 min 39 s | Arbitrage : Mark Lemelin Miroslav Stolc Dominik Altmann David Obwegeser |
| Jakub Kovář      | Gardiens | Gilles Senn                                 |                                                                     | Arbitrage : Mark Lemelin Miroslav Stolc Dominik Altmann David Obwegeser |
| 6 min            | Pénalités | 4 min                                       |                                                                     | Arbitrage : Mark Lemelin Miroslav Stolc Dominik Altmann David Obwegeser |
| 29               | Tirs | 20                                          |                                                                     | Arbitrage : Mark Lemelin Miroslav Stolc Dominik Altmann David Obwegeser |

### Phase finale
|  | Quarts de finale | Quarts de finale | Quarts de finale | Quarts de finale |       |                  | Demi-finales | Demi-finales | Demi-finales | Demi-finales |  |  | Finale | Finale | Finale | Finale |
|  |                  |                  |                  |                  |       |                  |              |              |              |              |  |  |        |        |        |        |
|  |                  |                  |                  |                  |       |                  |              |              |              |              |  |  |        |        |        |        |
|  |                  |                  |                  |                  |       |                  |              |              |              |              |  |  |        |        |        |        |
|  |                  |                  |                  |                  |       |                  |              |              |              |              |  |  |        |        |        |        |
|  |                  |                  |                  |                  |       |                  |              |              |              |              |  |  |        |        |        |        |
|  |                  |                  |                  |                  |       |                  |              |              |              |              |  |  |        |        |        |        |
|  | Cat 1            | HC Sparta Prague | 4                | 4                |       |                  |              |              |              |              |  |  |        |        |        |        |
|  | Cat 1            | HC Sparta Prague | 4                | 4                |       |                  |              |              |              |              |  |  |        |        |        |        |
|  |                  |                  | Tor 2            | Örebro HK        | 3     | 3                |              |              |              |              |  |  |        |        |        |        |
|  | Tor 2            | Örebro HK        | Tor 2            | Örebro HK        | 3     | 3                | 3            | 3            |              |              |  |  |        |        |        |        |
|  | Tor 2            | Örebro HK        |                  |                  |       |                  |              | 3            |              |              |  |  |        |        |        |        |
|  | Cat 3            | Équipe du Canada | 1                | 1                |       |                  |              |              |              |              |  |  |        |        |        |        |
|  | Cat 3            | Équipe du Canada | 1                | 1                | Cat 1 | HC Sparta Prague | 2            | 2            |              |              |  |  |        |        |        |        |
|  |                  |                  |                  |                  | Cat 1 | HC Sparta Prague | 2            | 2            |              |              |  |  |        |        |        |        |
|  |                  |                  | Tor 1            | HC Ambrì-Piotta  | 3     | 3                |              |              |              |              |  |  |        |        |        |        |
|  | Tor 3            | HIFK             | Tor 1            | HC Ambrì-Piotta  | 3     | 3                | 2            | 2            |              |              |  |  |        |        |        |        |
|  | Tor 3            | HIFK             |                  |                  |       |                  |              |              |              |              |  |  |        |        |        |        |
|  | Cat 2            | HC Davos         | 3                | 3                |       |                  |              |              |              |              |  |  |        |        |        |        |
|  | Cat 2            | HC Davos         | 3                | 3                | Cat 2 | HC Davos         | 0            | 0            |              |              |  |  |        |        |        |        |
|  |                  |                  |                  |                  | Cat 2 | HC Davos         | 0            | 0            |              |              |  |  |        |        |        |        |
|  |                  |                  | Tor 1            | HC Ambrì-Piotta  | 5     | 5                |              |              |              |              |  |  |        |        |        |        |
|  |                  |                  |                  |                  | 5     | 5                |              |              |              |              |  |  |        |        |        |        |
|  |                  |                  |                  |                  |       |                  |              |              |              |              |  |  |        |        |        |        |
|  |                  |                  |                  |                  |       |                  |              |              |              |              |  |  |        |        |        |        |
|  |                  |                  |                  |                  |       |                  |              |              |              |              |  |  |        |        |        |        |
|  |                  |                  |                  |                  |       |                  |              |              |              |              |  |  |        |        |        |        |

#### Quarts de finale
| 29 décembre | Örebro HK | 3-1 (1-0, 1-0, 1-1) | Équipe du Canada | Eisstadion Davos 5 422 spectateurs |

| Feuille de match | Feuille de match                                                                             | Feuille de match   | Feuille de match                   | Feuille de match                                                             |
| ---------------- | -------------------------------------------------------------------------------------------- | ------------------ | ---------------------------------- | ---------------------------------------------------------------------------- |
|                  | Berglund (Ābols, Holm) — 12 min Öberg (Näkyvä) — 40 min 21 s Brome (Mastomaki) — 59 min 34 s | 1-0 2-0 2-1 3-1    | Didomenico (Beaudin) — 53 min 26 s | Arbitrage : Mikko Kaukokari Miroslav Stolc Dominik Altmann Zachary Steenstra |
| Jonas Arntzen    | Gardiens                                                                                     | Michael Hutchinson |                                    | Arbitrage : Mikko Kaukokari Miroslav Stolc Dominik Altmann Zachary Steenstra |
| 12 min           | Pénalités                                                                                    | 37 min             |                                    | Arbitrage : Mikko Kaukokari Miroslav Stolc Dominik Altmann Zachary Steenstra |
| 30               | Tirs                                                                                         | 35                 |                                    | Arbitrage : Mikko Kaukokari Miroslav Stolc Dominik Altmann Zachary Steenstra |

| 29 décembre | HC Davos | 3-2 (1-1, 1-0, 1-1) | HIFK | Eisstadion Davos 6 267 spectateurs |

| Feuille de match   | Feuille de match                                                                                           | Feuille de match    | Feuille de match                                                                         | Feuille de match                                                    |
| ------------------ | --- | ------------------- | ---------------------------------------------------------------------------------------- | ------------------------------------------------------------------- |
|                    | Stránský (Egli) — 11 min 19 s Ambühl (Dahlbeck, Corvi) — 26 min 43 s Wieser (Corvi, Stránský) — 53 min 9 s | 0-1 1-1 2-1 2-2 3-2 | Vesalainen (Larsson, Palola) — 7 min 48 s Koivistoinen (Hirvonen, Nättinen) — 41 min 4 s | Arbitrage : Cedric Borga Marc Wiegand Eric Cattaneo David Obwegeser |
| Sandro Aeschlimann | Gardiens                                                                                                   | Roope Taponen       |                                                                                          | Arbitrage : Cedric Borga Marc Wiegand Eric Cattaneo David Obwegeser |
| 6 min              | Pénalités                                                                                                  | 10 min              |                                                                                          | Arbitrage : Cedric Borga Marc Wiegand Eric Cattaneo David Obwegeser |
| 27                 | Tirs | 29                  |                                                                                          | Arbitrage : Cedric Borga Marc Wiegand Eric Cattaneo David Obwegeser |

#### Demi-finales
| 30 décembre | HC Sparta Prague | 4-3 (0-1, 4-2, 0-0) | Örebro HK | Eisstadion Davos 6 267 spectateurs |

| Feuille de match | Feuille de match | Feuille de match            | Feuille de match                                                                                           | Feuille de match                                                    |
| ---------------- | --- | --------------------------- | --- | ------------------------------------------------------------------- |
|                  | Dvořáček (Konečný, Moravčík) — 30 min 2 s Forman (Přibyl, Jandus) — 34 min 40 s Buchtele (Mikliš) — 37 min 38 s Tomášek (E. Thorell) — 39 min 19 s | 0-1 0-2 0-3 1-3 2-3 3-3 4-3 | Bromé (Ābols, Wikman) — 3 min 28 s Näkyvä (Howden, Karlsson) — 22 min 23 s Rissanen (Howden) — 29 min 31 s | Arbitrage : Mark Lemelin Marc Wiegand Eric Cattaneo David Obwegeser |
| Josef Kořenář    | Gardiens | Jhonas Enroth               | | Arbitrage : Mark Lemelin Marc Wiegand Eric Cattaneo David Obwegeser |
| 8 min            | Pénalités | 6 min                       | | Arbitrage : Mark Lemelin Marc Wiegand Eric Cattaneo David Obwegeser |
| 19               | Tirs | 23                          | | Arbitrage : Mark Lemelin Marc Wiegand Eric Cattaneo David Obwegeser |

| 30 décembre | HC Ambrì-Piotta | 5-0 (2-0, 1-0, 2-0) | HC Davos | Eisstadion Davos 6 267 spectateurs |

| Feuille de match | Feuille de match | Feuille de match    | Feuille de match | Feuille de match                                                     |
| ---------------- | --- | ------------------- | ---------------- | -------------------------------------------------------------------- |
|                  | McMillan (Kneubuehler, Fohrler) — 3 min 3 s Bürgler (Formenton, Zwerger) — 15 min 25 s Chlapík — 36 min 46 s Eggenberger (Heed, Špaček) — 47 min 12 s Pestoni (Burren, Heed) — 57 min 42 s | 1-0 2-0 3-0 4-0 5-0 |                  | Arbitrage : Mikael Nord Miroslav Stolc Anders Nyqvist Hannu Sormunen |
| Janne Juvonen    | Gardiens | Sandro Aeschlimann  |                  | Arbitrage : Mikael Nord Miroslav Stolc Anders Nyqvist Hannu Sormunen |
| 16 min           | Pénalités | 14 min              |                  | Arbitrage : Mikael Nord Miroslav Stolc Anders Nyqvist Hannu Sormunen |
|                  | |                     |                  | Arbitrage : Mikael Nord Miroslav Stolc Anders Nyqvist Hannu Sormunen |

#### Finale
| 31 décembre | HC Sparta Prague | 2-3 (TB) (1-1, 0-1, 1-0, 0-0, 0-1) | HC Ambrì-Piotta | Eisstadion Davos 6 267 spectateurs |

| Feuille de match | Feuille de match                                                                                         | Feuille de match    | Feuille de match | Feuille de match                                                      |
| ---------------- | --- | ------------------- | --- | --------------------------------------------------------------------- |
|                  | Tomášek (Moravčík, Tomek) — 6 min 35 s Horák (E. Thorell, Jandus) — 53 min 53 s E. Thorell — 66 min (TB) | 0-1 1-1 1-2 2-2 2-3 | Formenton (Chlapík, Špaček) — 5 min 45 s Formenton (Heed) — 23 min 51 s Bürgler — 65 min (TB) Pestoni — 67 min (TB) | Arbitrage : Mikko Kaukokari Mikael Nord Anders Nyqvist Hannu Sormunen |
| Jakub Kovář      | Gardiens                                                                                                 | Janne Juvonen       | | Arbitrage : Mikko Kaukokari Mikael Nord Anders Nyqvist Hannu Sormunen |
| 8 min            | Pénalités                                                                                                | 4 min               | | Arbitrage : Mikko Kaukokari Mikael Nord Anders Nyqvist Hannu Sormunen |
|                  | |                     | | Arbitrage : Mikko Kaukokari Mikael Nord Anders Nyqvist Hannu Sormunen |

## Équipe d'étoiles
Chaque année, une équipe type du tournoi est constituée avec les meilleurs joueurs des six équipes.
| Position         | Joueur              | Équipe           |
| ---------------- | ------------------- | ---------------- |
| Gardien          | Janne Juvonen (en)  | HC Ambrì-Piotta  |
| Défenseur droit  | Michal Kempný       | HC Sparta Prague |
| Défenseur gauche | Filip Berglund (en) | Örebro HK        |
| Attaquant droit  | Brett Connolly      | Équipe du Canada |
| Centre           | Michael Špaček (en) | HC Ambrì-Piotta  |
| Attaquant gauche | Roman Horák         | HC Sparta Prague |